# Le canssôn dla piola 5
Le canssôn dla piola 5 è il quinto album discografico del cantante italiano Roberto Balocco, pubblicato nel 1968 dall'etichetta discografica Fonit Cetra.

## Il disco
Le canzoni del disco sono tratte dallo spettacolo teatrale 'L baracon.

## Le canzoni
- Le nosse
Il gran giorno è finalmente arrivato: Luis si avvia baldanzoso verso l'altare accompagnato dai lazzi e dagli ultimi consigli degli amici, ma la sua felicità sarà di breve durata, il destino gli riserva un'amara sorpresa.
- 'L concertin
Quante volte bisogna fare i pagliacci per farsi ascoltare! È questa la morale della ballata che, in chiave comica, riporta un poco di saggezza di un conosciuto detto popolare: Ogni uss l'ha sò tabuss.
- Col queidun
Questa canzone è la civile, accorata protesta di un uomo che ha partecipato prima alla "Resistenza" poi alle lotte politiche seguite alla "Liberazione", pagando di persona. I suoi ideali sono stati traditi, di volta in volta, da "quel qualcuno", non meglio identificato, che sempre si nasconde dietro ad ogni tradimento.
- La naja
Sotto questo titolo è compreso un potpourri di tre canzoni: Pet-pet sigala - E col vigliach - L'Abissinia, tratte dal vastissimo repertorio dei canti popolari della naja.
- La biciclëtta
Il racconto di una innocente gita in bicicletta può essere interpretato in modo diverso. È questa una canzone a doppio senso per mettere alla prova la... perspicacia di chi l'ascolta.
- Gambe d'gôma
Lui alto e magro, lei piccola e grassa. È la coppia più vistosa delle balere di periferia. Campioni di "liscio con lo striscio", saltellano sulla pista, ignari del ridicolo che suscitano.
- La carriera
Spinto da una moglie ambiziosa, un uomo inizia la scalata che, attraverso sotterfugi e mascalzonate ai danni dei colleghi, lo porterà da impiegato d'ordine a capo ufficio. Giunto alla carica dirigenziale, verrà colpito da una giusta punizione.
- 'L mecanich
«Bassôma la testa an cicinin» ... «cambiamo la coppa dell'olio e la marmitta...» Con queste magiche parole i meccanici-tipo, i "santoni del motore", fanno fremere di gioia i fanatici del volante. Questa ballata è appunto il racconto, attraverso una stringente escalation, dei rapporti tra un fantasioso meccanico ed il suo ingenuo amico.
- L'è nen dur ?
Contestazione globale è ormai la parola d'ordine dei giovani. Fa parte di quel processo di demistificazione o di ridimensionamento dei miti che è in atto da qualche anno. Il pover'uomo nato nel 1900 e che ha visto crollare, di volta in volta, tutti gli ideali per i quali si era battuto, è costretto a fare un ultimo, profondo, esame di coscienza. La sua pacata protesta è contenuta tutta in una sola frase: L'e nen dur? Trop!.
- Tojô e Giôanin
In un caffè di Porta Palazzo, davanti ad un bicchiere di vino, due amici parlano di donne: i gusti di Tojô sono raffinati, le donne che lui sogna sono meravigliose, ma Giôanin gli ricorda la cruda realtà.
- La canssôn 'd la mala
Vecchia canzone della malavita torinese ricca di termini in gergo:

briciò = anello con brillanti;
galanta = orologio da taschino;
vôlanta = polizia;
barsighè = bighellonare;
sciabola-martin = coltello;
'ngrassè a lard Savoja = bastonare;
'l pì togô dla pretura = il protettore più furbo;
fè l'inghiciô = fare invidia;
cognac-ominum = poliziotto in borghese.
- J'alpini
Lo stile rarefatto e surreale col quale è descritta la partenza degli alpini conferisce a questa ballata uno humor del tutto particolare.

## Musicisti
- Roberto Balocco - chitarra

## Tracce
LATO A
1. Le nosse (Roberto Balocco)
2. 'L concertin (Roberto Balocco)
3. Col queidun (Roberto Balocco)
4. La naja (Canzone popolare - elaborazione di Roberto Balocco)
5. La biciclëtta (Roberto Balocco)
6. Gambe d'gôma (Roberto Balocco)

LATO B
1. La carriera (Roberto Balocco)
2. 'L mecanich (Roberto Balocco)
3. L'è nen dur? (Roberto Balocco)
4. Tojô e Giôanin (Roberto Balocco)
5. La canssôn dla mala (Canzone popolare - elaborazione di Roberto Balocco)
6. J'alpini (Canzone popolare - elaborazione di Roberto Balocco)

## Crediti
- Collaborazione musicale di Gianfranco Chiaramello
- Organizzazione teatrale e discografica di Aldo Landi